# Westland Marathon 1976
De Westland Marathon 1976 werd gehouden op zaterdag 10 april 1976. Het was de zevende editie van deze marathon. Het parcours liep van Maassluis naar Hoek van Holland en weer terug.
De 27-jarige Engelsman Joe Keating won de wedstrijd in 2:22.47. Hij had ruim twee minuten voorsprong op zijn landgenoot John Jones, die in 2:25.07 over de finish kwam.
In totaal finishten er 127 deelnemers. Er namen geen vrouwen deel aan de wedstrijd, want marathonwedstrijden voor vrouwen bestonden er in die tijd nog niet.

## Uitslag
| rang   | naam              | land | tijd    |
| ------ | ----------------- | ---- | ------- |
| Goud   | Joe Keating       | ENG  | 2:22.47 |
| Zilver | John Jones        | ENG  | 2:25.07 |
| Brons  | Peter Kooi        | NED  | 2:25.54 |
| 4      | Bernie Allen      | ENG  | 2:28.15 |
| 5      | Johan Kijne       | NED  | 2:28.15 |
| 6      | Wim van der Zon   | NED  | 2:28.43 |
| 7      | Joop Smit         | NED  | 2:30.17 |
| 8      | Daye Davis        | ENG  | 2:30.29 |
| 9      | Jan Knippenberg   | NED  | 2:33.00 |
| 10     | Hans van Kasteren | NED  | 2:37.14 |

1969 ·
1970 ·
1971 ·
1972 ·
1973 ·
1974 ·
1975 ·
1976 ·
1977 ·
1978 ·
1979 ·
1980 ·
1981 ·
1982 ·
1983 ·
1984 ·
1985 ·
1986 ·
1987 ·
1988 ·
1989 ·
1990 ·
1991 ·
1992 ·
1993 ·
1994 ·
1995 ·
1996 ·
1997 ·
2014